# HD 76700
HD 76700 é uma estrela na constelação de Volans. Com uma magnitude aparente de 8,13, não é visível a olho nu. De acordo com sua paralaxe de 16,40 milissegundos de arco, está a uma distância de aproximadamente 199 anos-luz (61 parsecs) da Terra.
HD 76700 é uma estrela anã amarela com uma classificação estelar de G6 V, sendo parecida com o Sol. Com uma idade de 8,5 bilhões de anos, parece estar começando a sair da sequência principal, e por isso é maior e mais brilhante que o Sol, com um raio de 1,28 vezes o raio solar e uma luminosidade de 1,54 vezes a luminosidade solar. Também é um pouco mais massiva que o Sol, com 1,07 massas solares. Tem uma temperatura efetiva de 5 633 K, o que lhe dá o brilho amarelado típico de estrelas de classe G.
Em 2003 foi publicada a descoberta de um planeta extrassolar orbitando HD 76700, feita pelo método da velocidade radial como parte do Anglo-Australian Planet Search. Esse planeta é um gigante gasoso com uma massa mínima de 0,233 vezes a massa de Júpiter. Orbita a estrela com um período de apenas 3,97 dias a uma distância média de 0,0511 UA.
| Planeta | Massa             | Semieixo maior (UA) | Período orbital (dias) | Excentricidade |
| ------- | ----------------- | ------------------- | ---------------------- | -------------- |
| b       | >0,233 ± 0,024 MJ | 0,0511 ± 0,0030     | 3,97097 ± 0,00023      | 0,095 ± 0,075  |